# Hernán Büchi

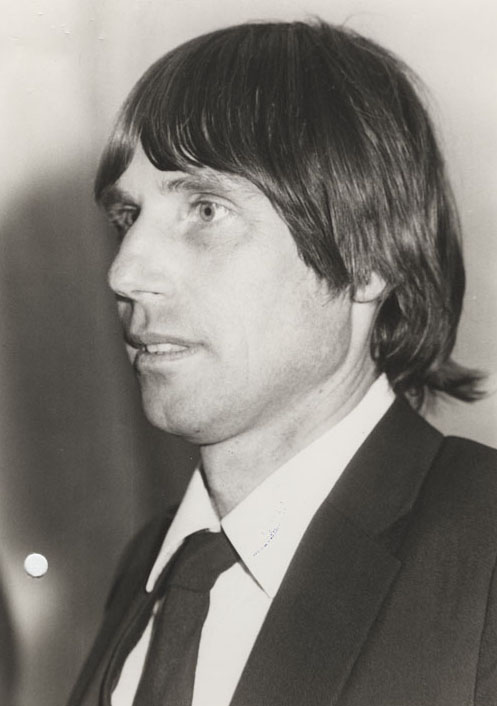
Hernán Büchi (1983)

Hernán Alberto Büchi Buc (* 6. März 1949 in Iquique) ist ein chilenischer Ökonom und Politiker. In den letzten Jahren der Militärdiktatur unter Augusto Pinochet war er von 1985 bis 1989 chilenischer Finanzminister. Bei den ersten freien Präsidentschaftswahlen 1989 unterlag er als Kandidat der Rechten. Heute arbeitet er als Wirtschaftsberater und Verwaltungsrat mehrerer führender chilenischer Unternehmen.

## Ausbildung
Büchi, dessen Vorfahren väterlicherseits aus der Schweiz stammen, erlangte an der Universidad de Chile einen Abschluss als Bergbau-Ingenieur und 1975 den MBA an der Columbia University, was ihn von den Chicago Boys unterscheidet, den monetaristisch geprägten Wirtschafts-Experten Chiles, die nach einer Ausbildung an der Pontificia Universidad Católica de Chile typischerweise an der University of Chicago studierten. Trotz der unterschiedlichen Ausbildung verfolgte auch Büchi eine marktliberale Wirtschaftspolitik.

## Karriere im öffentlichen Dienst während der Militärdiktatur
1975 begann Hernán Büchi seine Karriere im chilenischen öffentlichen Dienst als Berater des Wirtschaftsministers, Pablo Baraona, und als Aufsichtsrat des staatseigenen Zuckerherstellers Industria Azucarera Nacional und der staatlichen Telefongesellschaft Compañía de Teléfonos (seit 1978).
1979 wurde er zum Berater im Wirtschaftsministerium ernannt. In dieser Funktion arbeitete er mit dem Minister für Arbeit und soziale Sicherung, José Piñera, zusammen, dem Initiator der privaten Altersversicherung in Chile. 1981 wurde er zum Unterstaatssekretär für Gesundheitswesen ernannt und bereitete dort die Privatisierung der Krankenversicherung vor. Während der Rezession 1983 / 1984 in Chile übernahm er weitere Verantwortung als Minister für öffentliche Planung (ODEPLAN) und als Chef der Bankenaufsicht.
Am 12. Februar 1985 ersetzte er Luis Escobar Cerda als chilenischer Finanzminister. Seine Ernennung bedeutete eine Wende in der Finanzpolitik mit der Rückkehr zu den Prinzipien des Monetarismus, nachdem sein Vorgänger für eine eher keynesianische Fiskalpolitik eingetreten war.
Büchis Ziel war vorrangig, Wachstum zu generieren. Dazu ergriff er verschiedene Maßnahmen:
- eine deutliche Reduktion der Staatsausgaben durch Kürzungen im Sozialbereich, Entlassungen von Angestellten im öffentlichen Dienst und Rentenkürzungen.
- Steuersenkungen
- die Abwertung des chilenischen Peso gegenüber dem US-Dollar. Damit wurde die Exportwirtschaft gefördert und Importe verteuert.
- eine radikale Privatisierung von Staatsbetrieben aus dem Versorgungs- und Telekommunikationssektor
- eine Steuerung der Zinssätze durch die Zentralbank
- eine kontrollierte Absenkung der Zölle

## Präsidentschaftskandidatur
Nachdem Pinochet überraschend bei der Volksabstimmung von 1988 eine Niederlage erlitten hatte (siehe Hauptartikel: Geschichte Chiles), wurden die ersten freien Präsidentschaftswahlen seit Beginn der Militärdiktatur 1973 angesetzt.
Am 12. Juli 1989 benannte die Unión Demócrata Independiente Hernán Büchi als Kandidaten. Andere Parteien des Mitte-rechts-Bündnisses Renovación Nacional, aber auch die Partei Democracia Radical unterstützten ihn. Das Motto des Wahlkampfes lautete: Büchi es el hombre (deutsch: Büchi ist der (richtige) Mann.)
Im Mai 1989 hatte Büchi noch „vitale Widersprüche“ erkannt und war von seiner Kandidatur zurückgetreten. Die Renovación griff daraufhin auf ihren ursprünglichen Kandidaten Sergio Onofre Jarpa zurück, Innenminister unter Pinochet, der aber zugunsten Büchis auf die Kandidatur verzichtet hatte. Im Juli änderte Büchi erneut seine Meinung. Er erklärte, er habe seine Zweifel überwunden und nahm die Kandidatur wieder auf. Bei den Wahlen erreichte Büchi 29,4 %, während der siegreiche Kandidat des Mitte-links-Bündnisses Concertación, Patricio Aylwin, mit 55,2 % der Stimmen zum Präsidenten gewählt wurde. Der dritte Kandidat, Francisco Javier Errázuriz, erhielt 15,4 %.

## Heute
Nach seiner Wahlniederlage zog sich Büchi ins Privatleben zurück und griff nicht mehr aktiv ins politische Geschehen ein. Von 1990 an beriet er Regierungen in Lateinamerika, Osteuropa und Asien in Wirtschaftsfragen. 1990 gründete er das Instituto Libertad y Desarrollo, einen Think Tank, dessen Ziel die Förderung neoliberaler Wirtschaftspolitik ist. Seit 1994 amtiert er als Verwaltungsrats-Präsident des Lebensmittelherstellers Lucchetti, der im Eigentum der Grup Luksic ist. Im Luksic-Konzern hält er weitere Mandate. Daneben ist er für chilenische Bergbauunternehmen als Verwaltungsrat tätig.
Es wird angenommen, dass Büchi Mitglied der Mont Pelerin Society ist.